# Heinz Dieter Heidemann
Heinz Dieter Heidemann é um geógrafo humano alemão radicado no Brasil.
De 1981 até 1983, Heidemann foi professor adjunto de Geografia na Universidade Federal de Pernambuco, e de 1983 até 1991 na Universidade Federal de Sergipe. Desde 1989 é professor no Departamento de Geografia da Faculdade de Filosofia, Letras e Ciências Humanas da Universidade de São Paulo onde está vinculado ao Laboratório de Geografia Urbana. De 2002 até 2006, Heidemann foi vice-diretor do Instituto de Estudos Brasileiros da Universidade de São Paulo.
As linhas de pesquisa de Heidemann são a metodologia em geografia assim como o território, a economia e o desenvolvimento regional. Ele atua também no tema geografia e literatura, em especial João Guimarães Rosa.

## Publicações
- Arbeitsteilung und regionale Mobilität an der Peripherie des Weltmarktes: Zur Binnenwanderung in Nordostbrasilien. Brasilienkunde-Verlag, 1981. ISBN 978-3885598015
- Com Marily da Cunha Bezerra. Viajar pelo sertão roseano é antes de tudo uma descoberta! In: Estudos Avançados, São Paulo,  v. 20,  n. 58, 2006. ISSN 0103-4014 doi:10.1590/S0103-40142006000300002
- Com Sidney A. da Silva (org.). Simpósio Internacional Migração: Nação, lugar e dinâmicas territoriais. São Paulo: Humanitas, 2007. ISBN 9788577320295
- Com Manoel Seabra e Paulo Iumatti (org.). Caio Prado Jr. e a Associação dos Geógrafos Brasileiros. São Paulo: EDUSP, 2008. ISBN 9788531411083